# Воскресни, писанко!

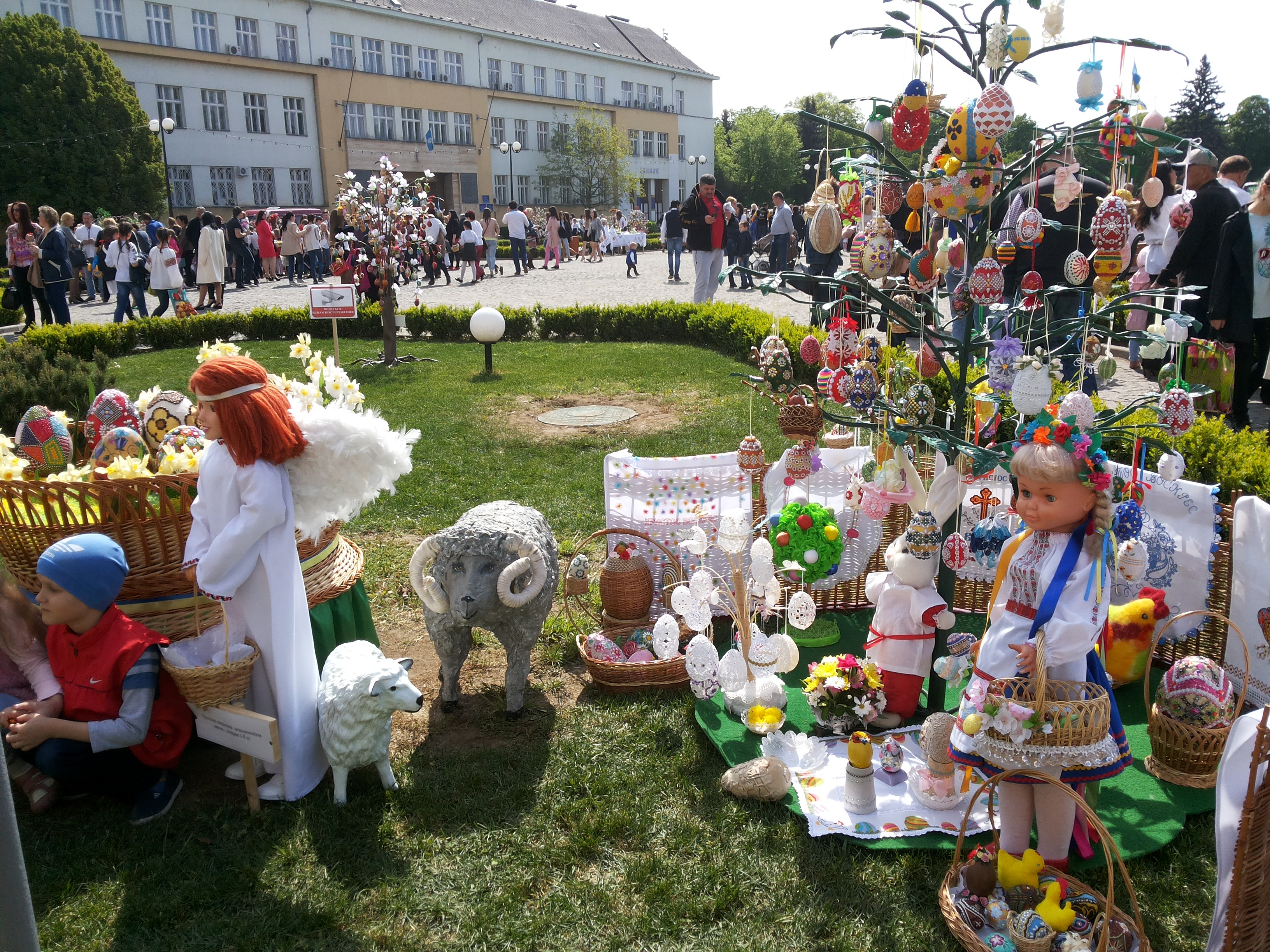
Фестиваль «Воскресни, писанко!» в Ужгороді 2016

«Воскресни, писанко!» — обласний фестиваль-конкурс в Ужгороді. Відбувається напередодні Великодня.

## Історія
Вперше фестиваль відбувся в 2013 році. Тоді у засобах масової інформації він був визнаний подією року на Закарпатті й одним із наймасовіших.
В 2016 фестиваль відбувся вдруге. Участь брали 52 команди з усіх районів області. Роботи були представлені на кованих деревах, які й прикрасили Народну площу по всьому периметру.
Критерії оцінки конкурсу на найкраще писанкове дерево:
- наявність писанок, виготовлених в різних техніках виконання;
- відповідність регіональним традиціям у розписі, орнаменті, колористиці;
- естетичне враження та художній рівень робіт;
- оригінальність конструкції кованого дерева.

Переможці:
- 1 місце: роботи управління освіти, молоді та спорту Виноградівської РДА, Перечинської загальноосвітньої школи-інтернат І-ІІ ступенів та вищого професійного училища № 34 м. Виноградів.
- 2 місце: управління освіти, релігій та у справах національностей Хустської міської ради, Домбоківська спеціальна загальноосвітня школа-інтернат І-ІІ ступенів, Свалявський професійний будівельний ліцей.
- 3 місце: управління освіти, культури, сім'ї, молоді та спорту Вільховецької сільської ради; Закарпатський обласний центр науково-технічної творчості учнівської молоді та ДПТНЗ «Мукачівський професійний аграрний ліцей ім. М. Данканича».

## Галерея

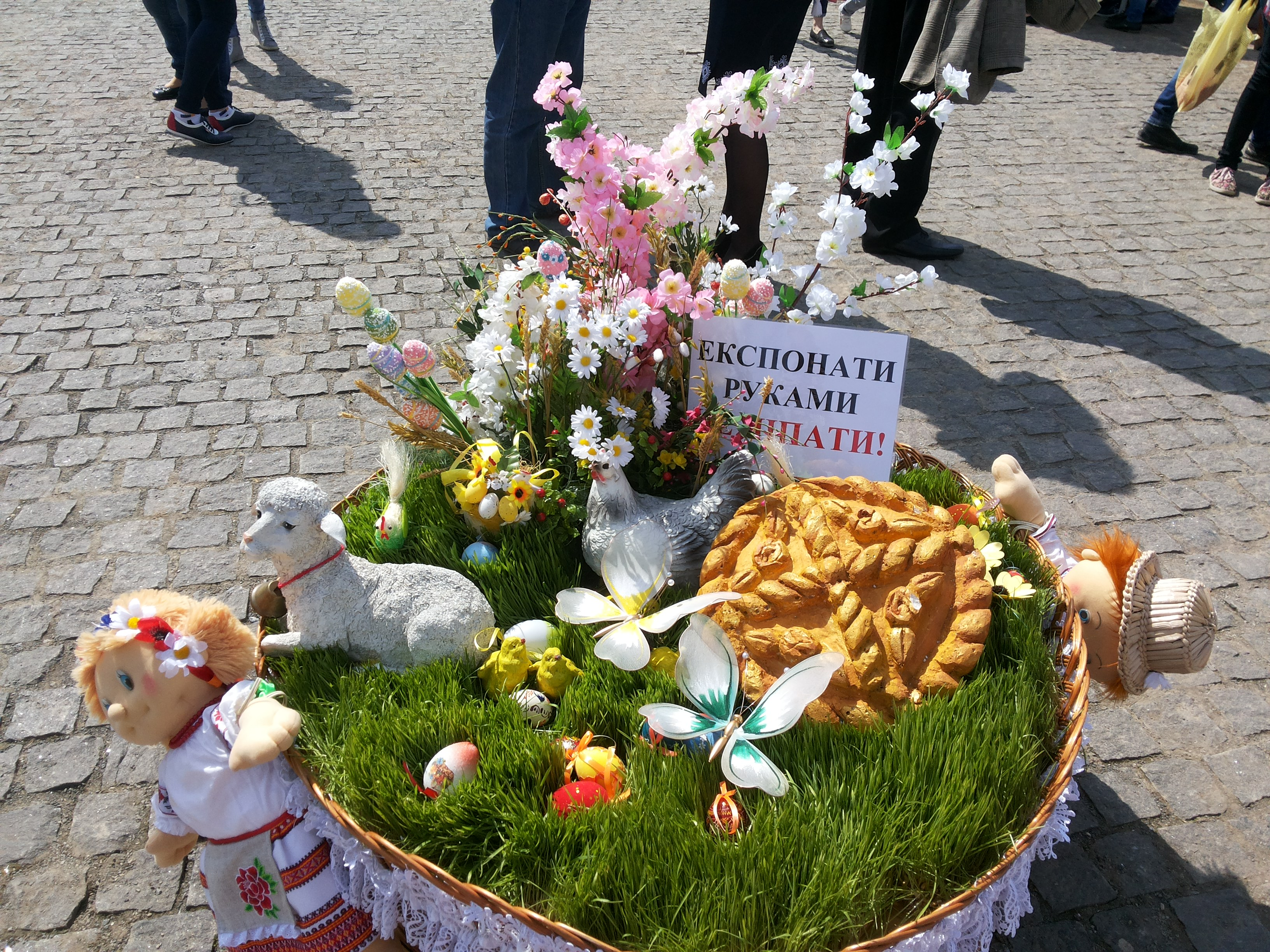
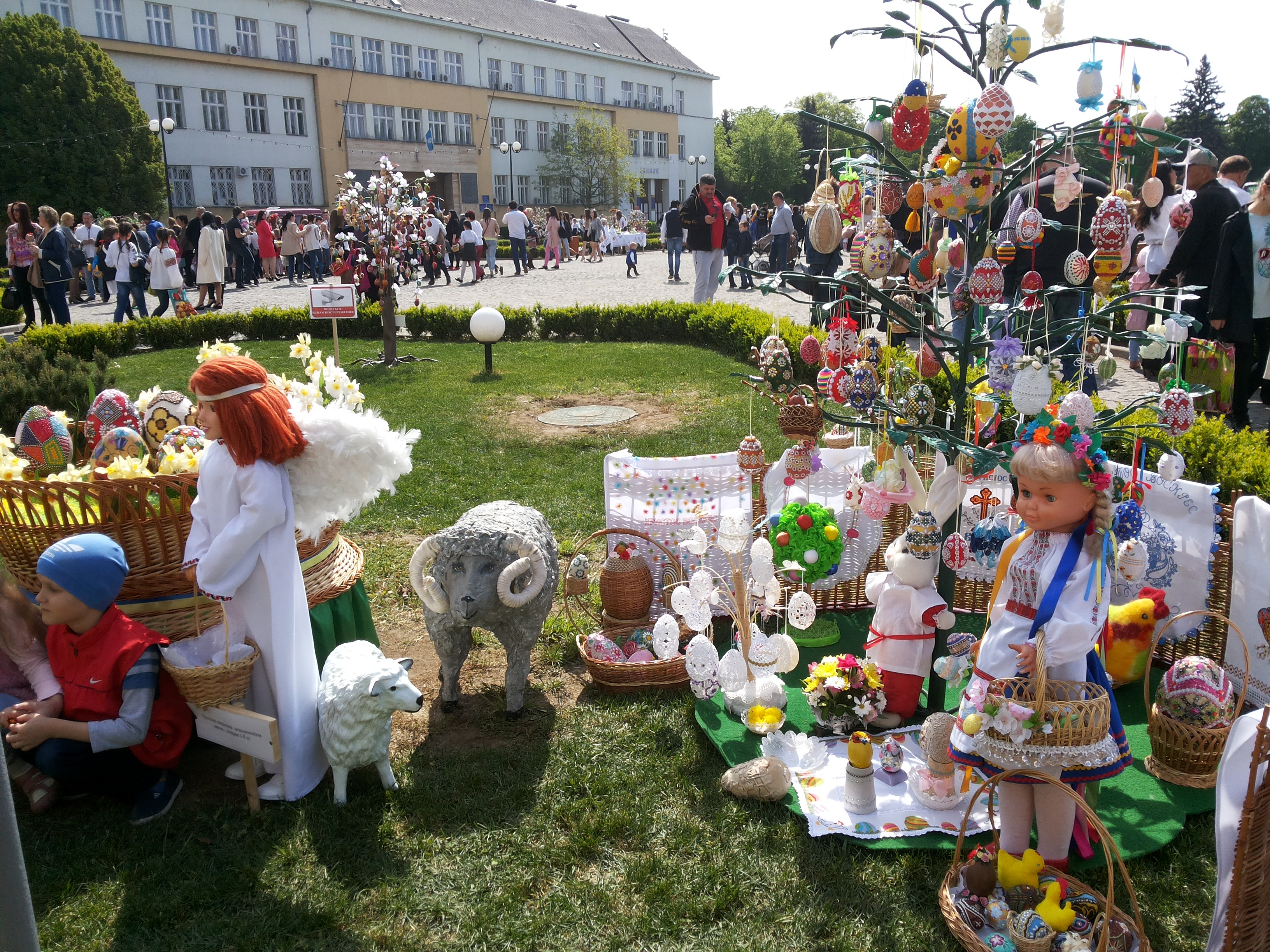
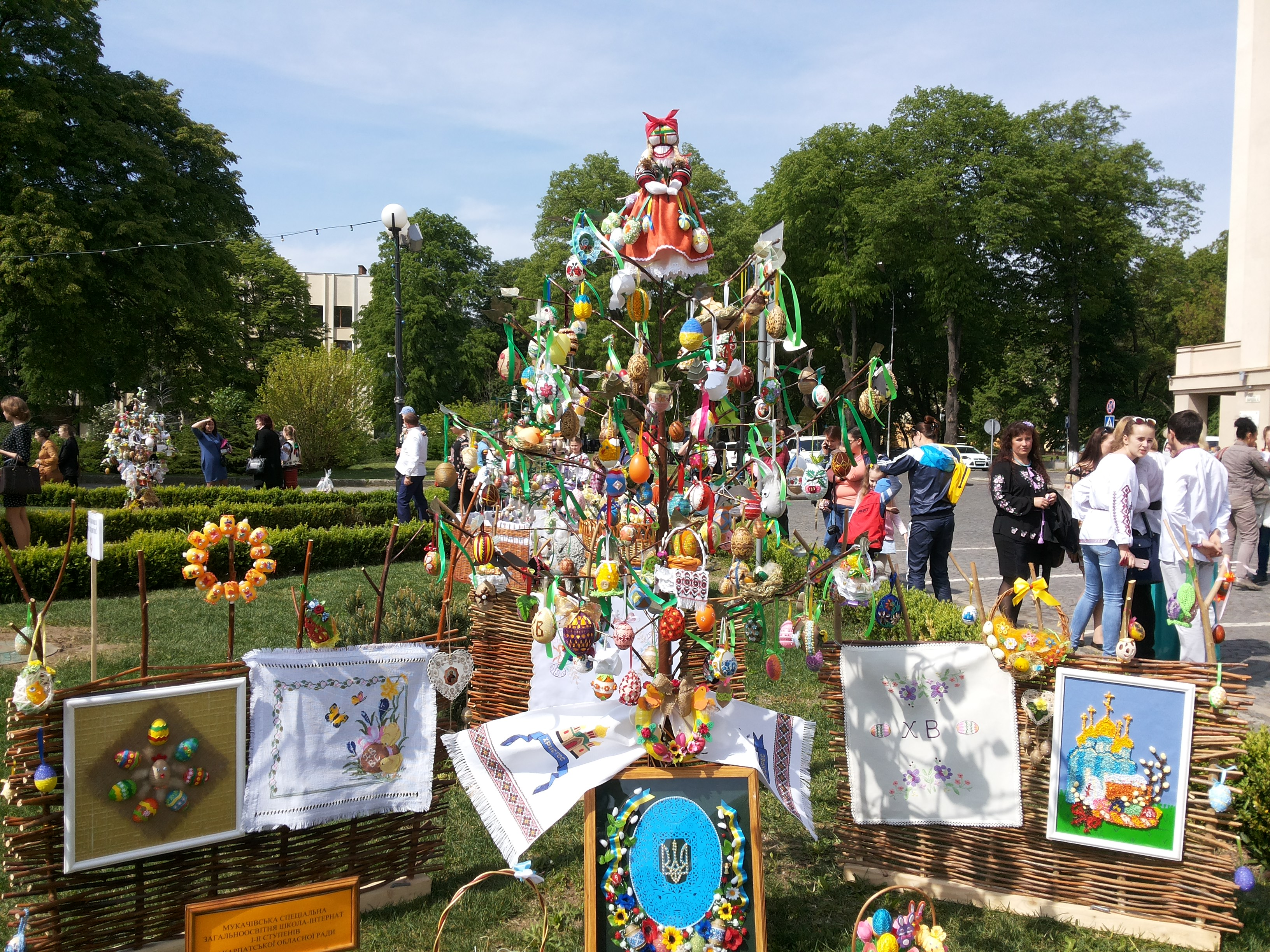
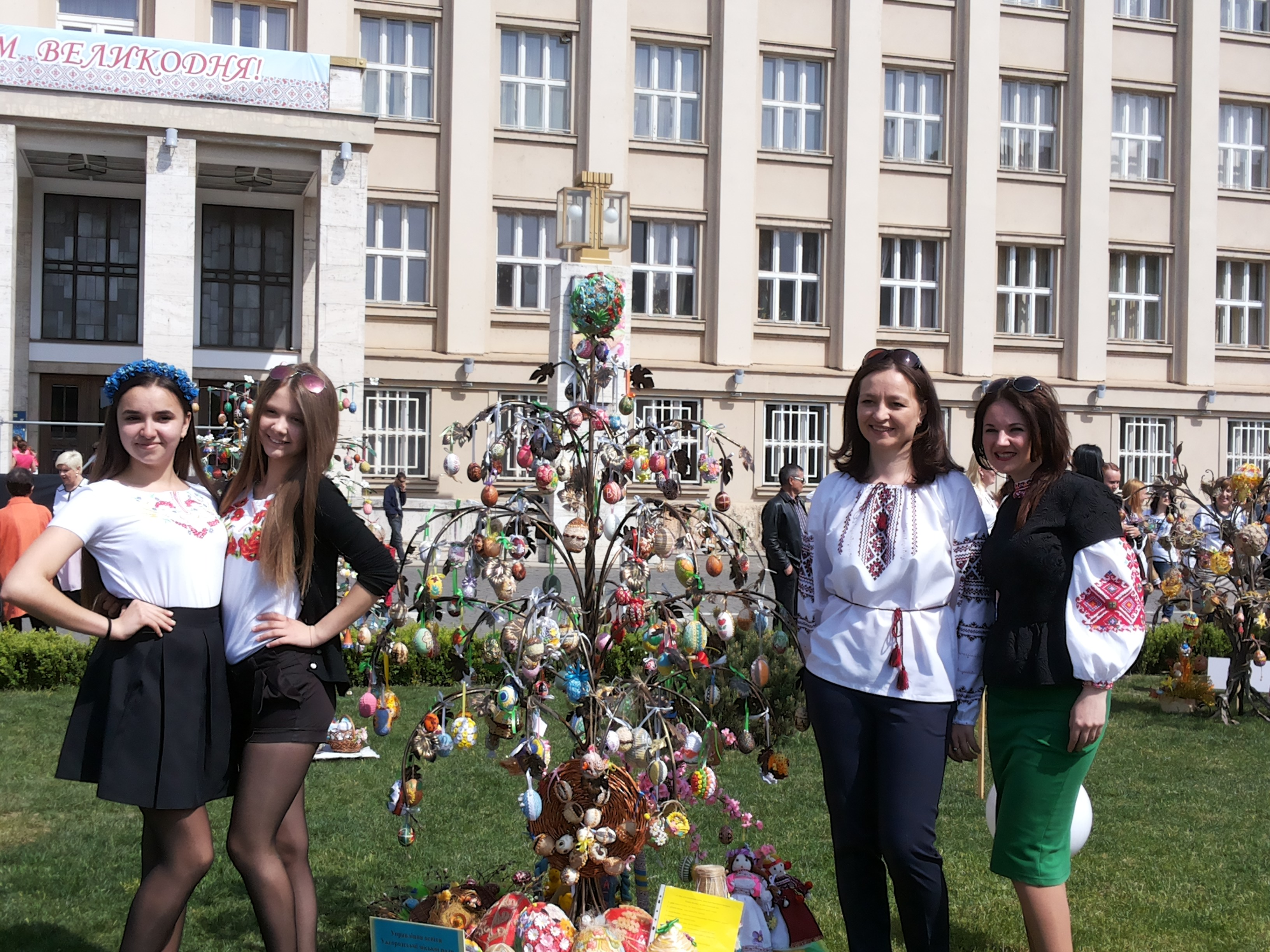
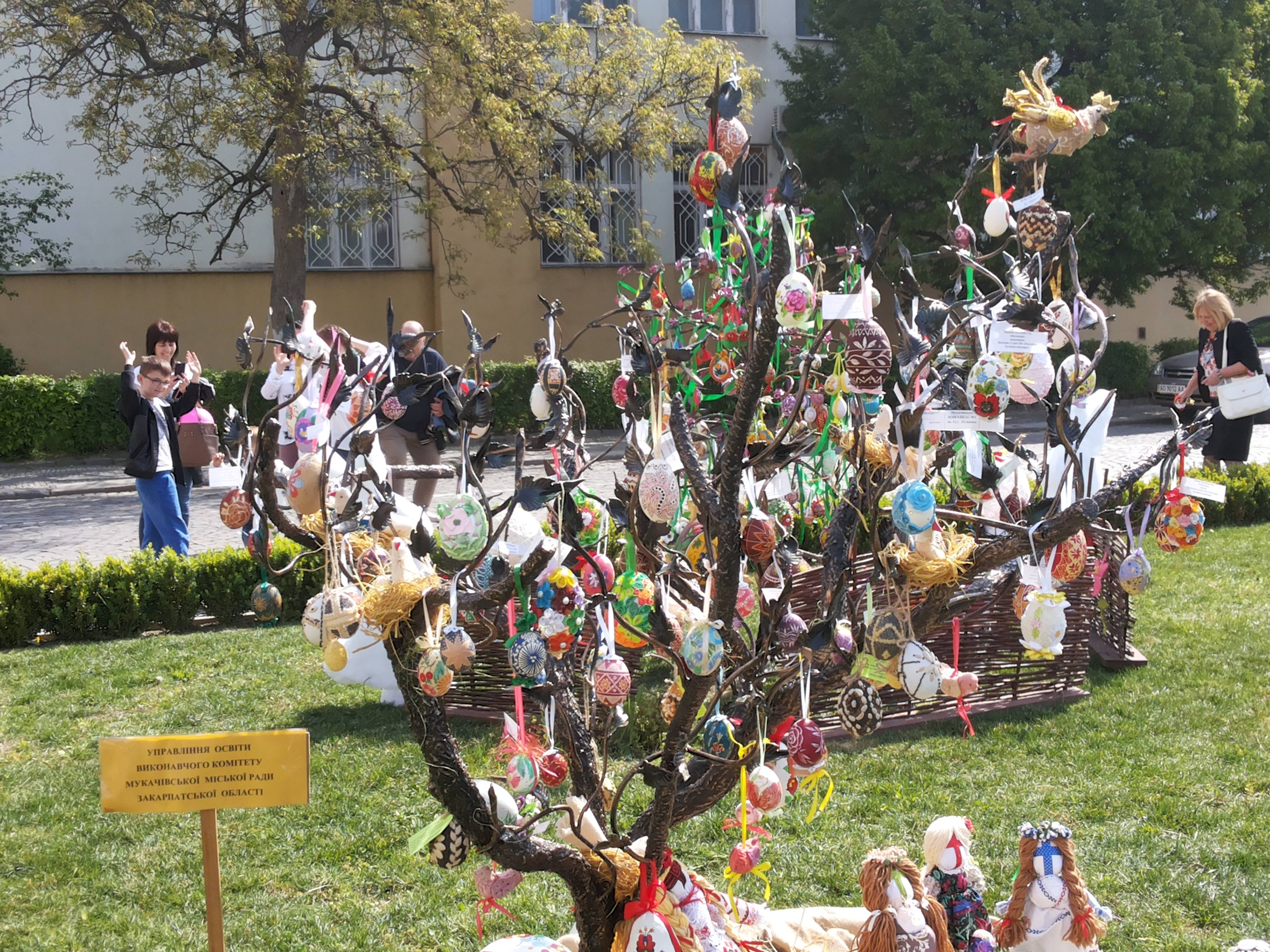
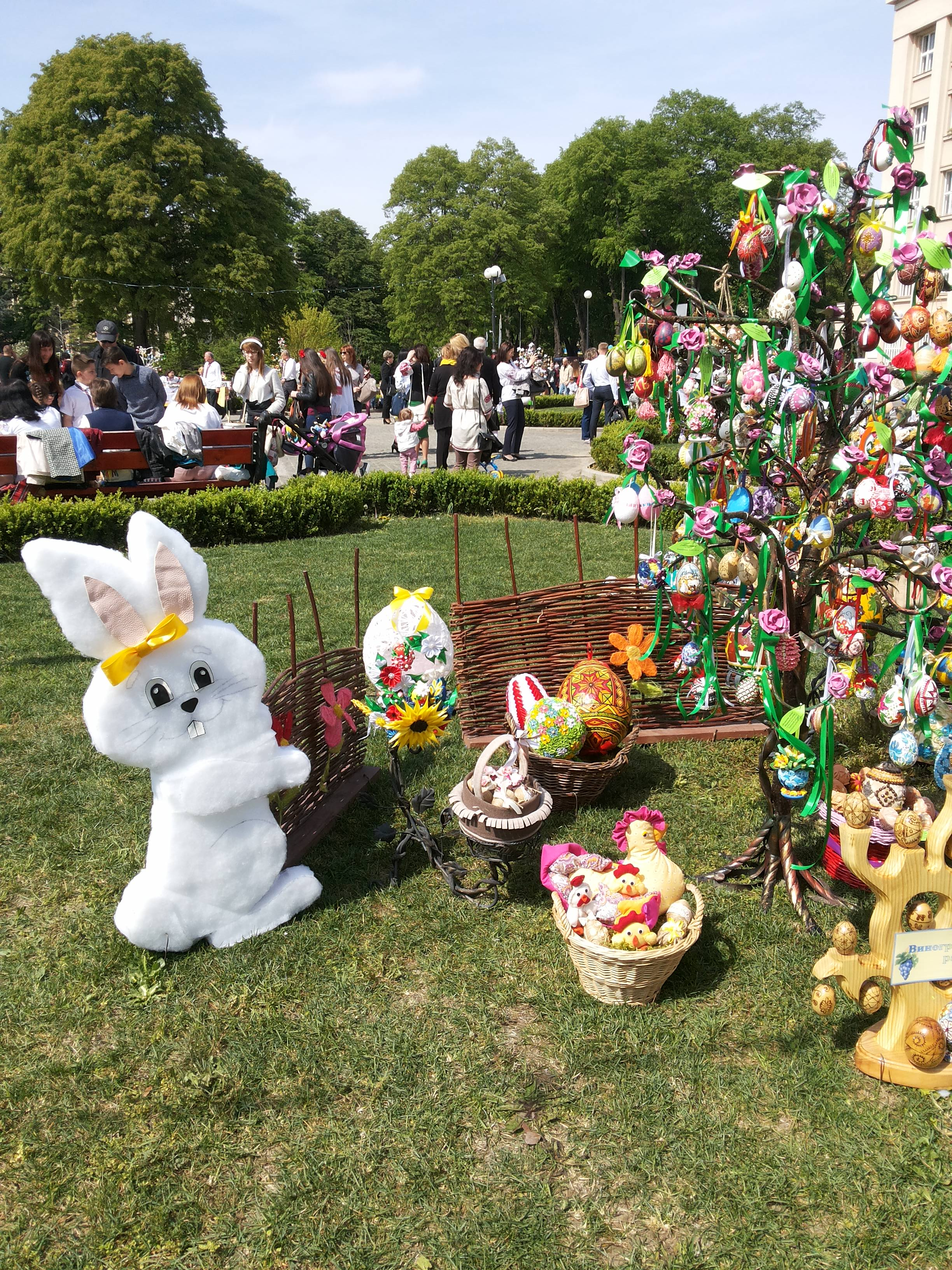
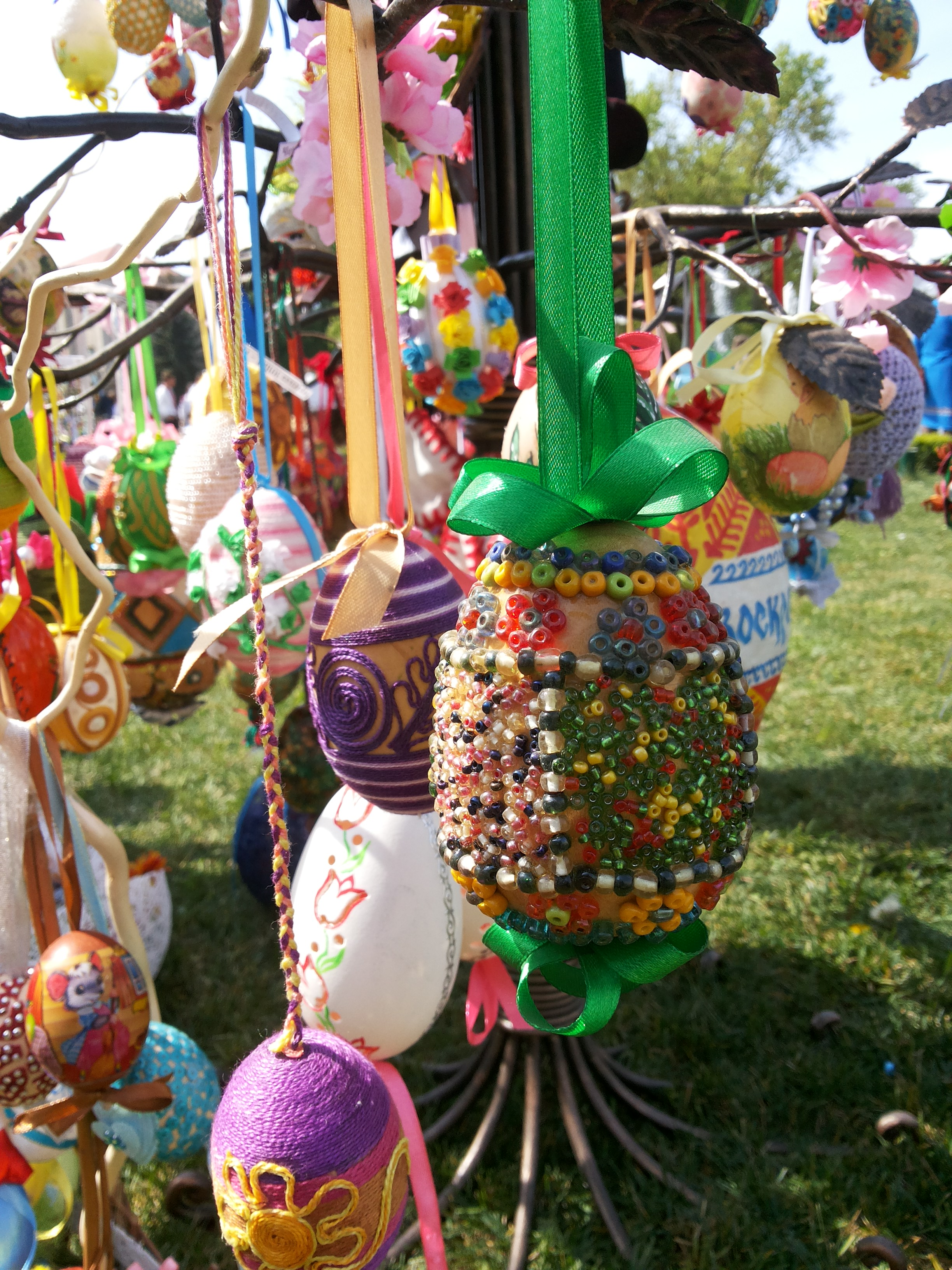
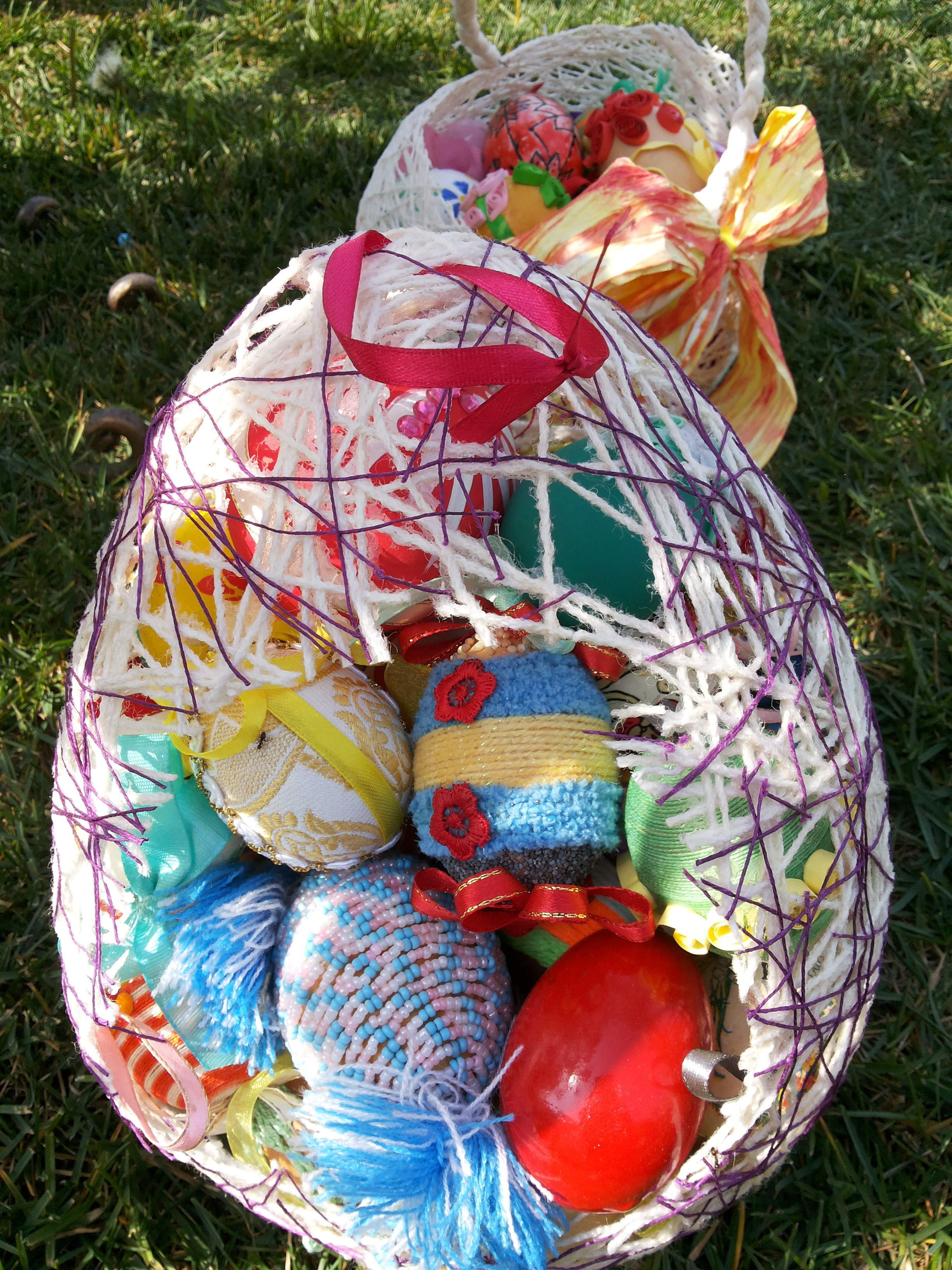
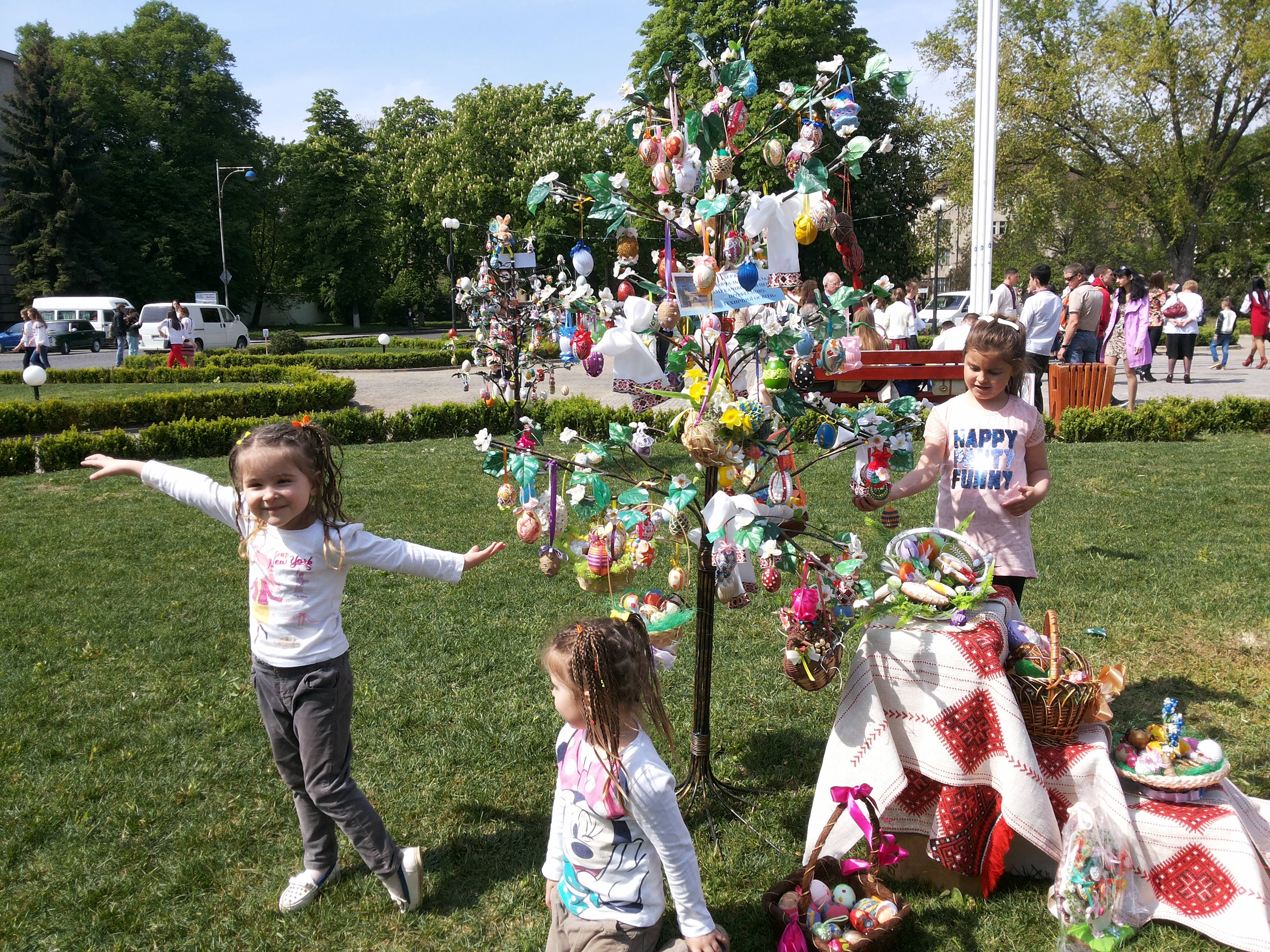
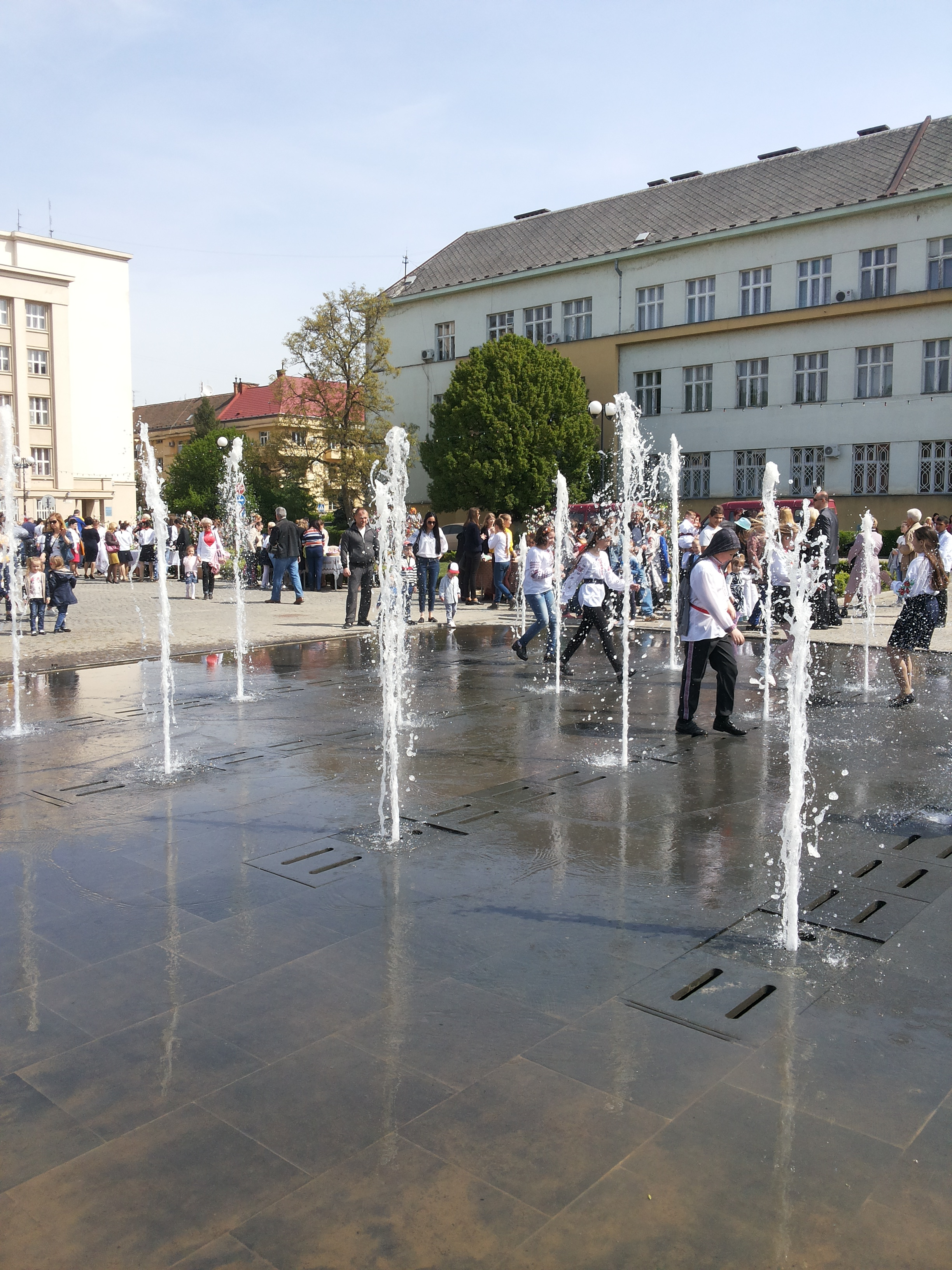
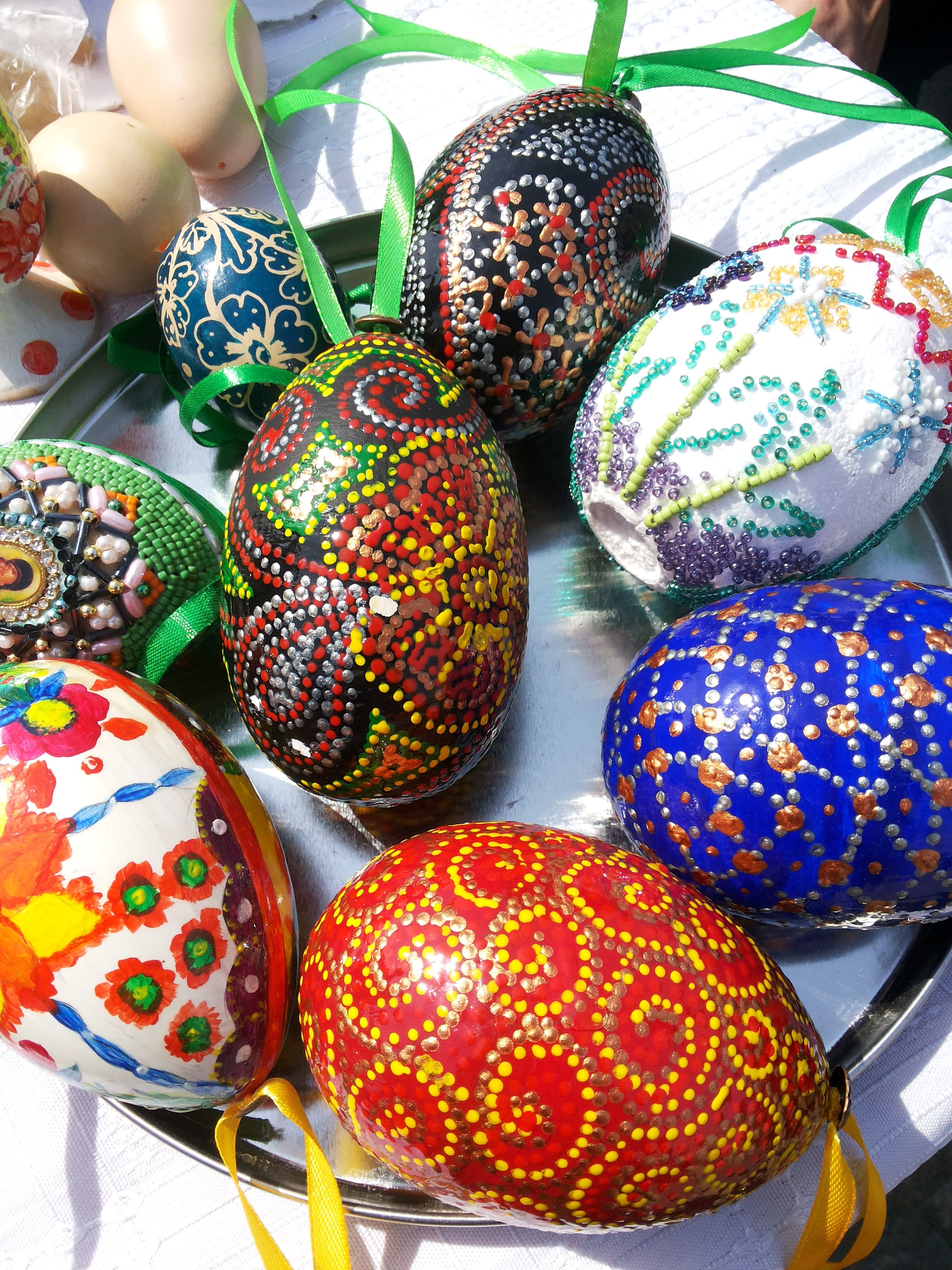
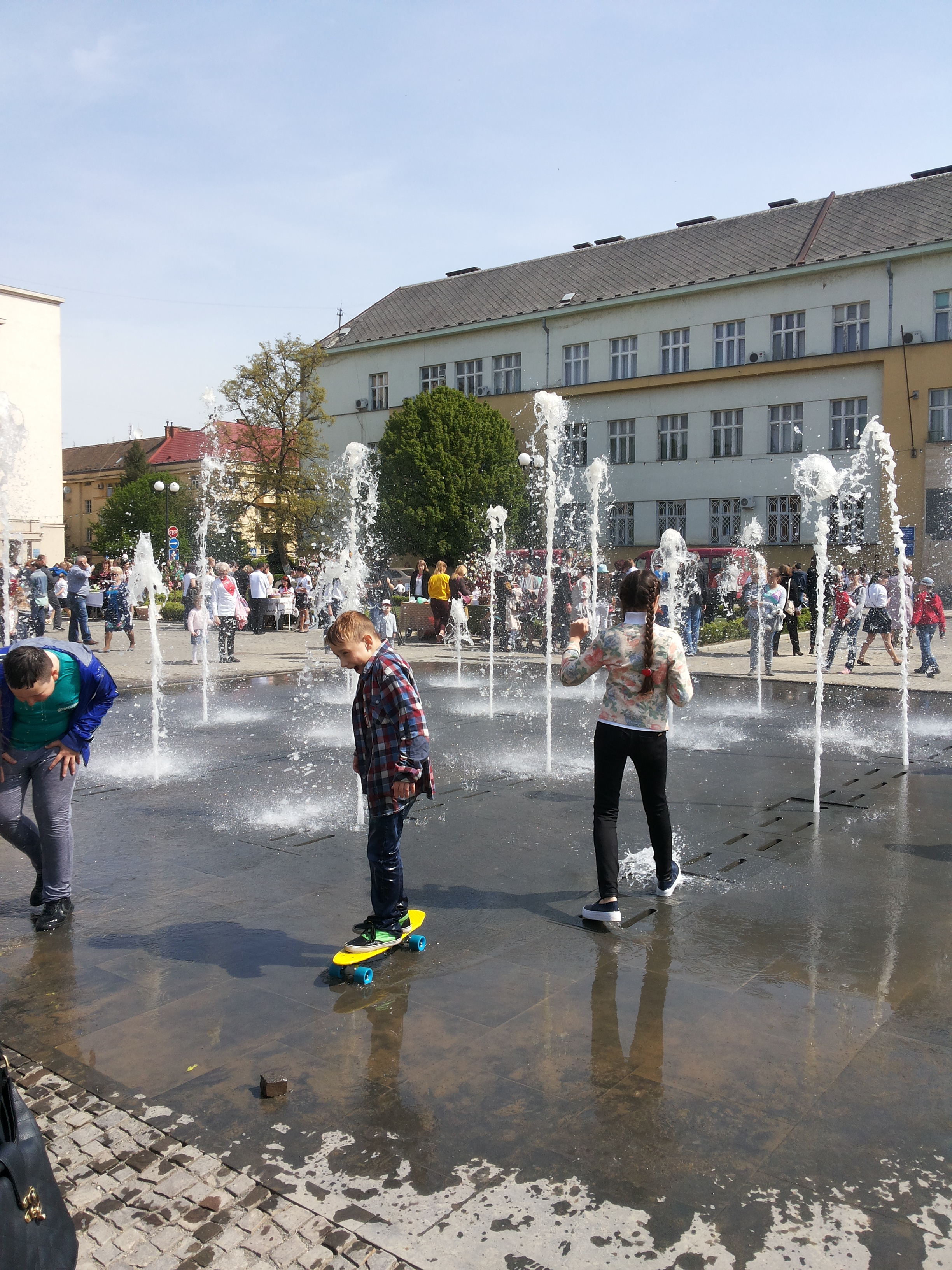